# پایین شهر (فیلم)
پایین شهر (آلمانی: Unter dir die Stadt) فیلمی به کارگردانی کریستوف هوخهایزلر محصول سال ۲۰۱۰ کشور آلمان است.
این فیلم در بخش نوعی نگاه جشنواره فیلم کن ۲۰۱۰ به نمایش درآمده است.